# Mariamne (figlia di Aristobulo)
Mariamne (fl. 7 a.C.-4 a.C.) fu la nipote di Erode il Grande, sposa del proprio zio, il tetrarca Erode Archelao.

## Biografia
Mariamne era figlia di Aristobulo (figlio di Erode il Grande e della principessa asmonea Mariamne) e di Berenice (figlia di una sorella di Erode). I suoi fratelli erano Erode (poi sovrano di Calcide), Agrippa (I), Aristobulo ed Erodiade.
Aristobulo, padre di Mariamne, fu condannato a morte per complotto da Erode, nel 7 a.C.; qualche tempo dopo, Erode combinò il fidanzamento tra Mariamne e Antipatro, figlio del primo matrimonio di Erode e dunque fratellastro del padre di Mariamne. Antipatro, però, fu condannato a morte da Erode, sempre per tradimento, nel 4 a.C., cinque giorni prima della morte di Erode stesso.
È possibile che Mariamne sia da identificare con l'omonima moglie di Erode Archelao, sposata dopo il 4 a.C.; lo storico Giuseppe Flavio afferma infatti che Archelao sposò una Mariamne, ma non spiega quale delle donne erodiane con quel nome fosse.